# Польское экономическое общество
Польское экономическое общество (пол. Polskie Towarzystwo Ekonomiczne) — польское экономическое научное общество, основанное в 1945 году. Первым председателем Общества был доктор экономических наук Эдвард Липиньский (1945—1965 гг.).
Согласно Уставу, целью Общества является развитие социально-экономических наук, повышение квалификации профессиональных экономистов, распространение экономических знаний и экономической культуры в обществе, защита профессиональных интересов экономистов, создание благоприятных условий для развития предпринимательства.
В состав Общества входят 22 региональных филиала.
Общество является членом Международной экономической ассоциации (англ. International Economic Association).
Одним из направлений деятельности Общества является издательское дело — издаются профильные экономические периодические издания, в том числе научные журналы Biuletyn PTE («Бюллетень Польского экономического общества») и Ekonomista («Экономист»).
Председателем Общества является доктор экономических наук, профессор Elżbieta Mączyńska.
Актуальная информация о деятельности Общества публикуется на сайте www.pte.pl.